# Saint-Médard (Indre)
Saint-Médard – miejscowość i gmina we Francji, w Regionie Centralnym, w departamencie Indre.
Według danych na rok 1990 gminę zamieszkiwały 84 osoby, a gęstość zaludnienia wynosiła 7 osób/km² (wśród 1842 gmin Regionu Centralnego Saint-Médard plasuje się na 1045. miejscu pod względem liczby ludności, natomiast pod względem powierzchni na miejscu 1043.).